# Nagyfejű teknős

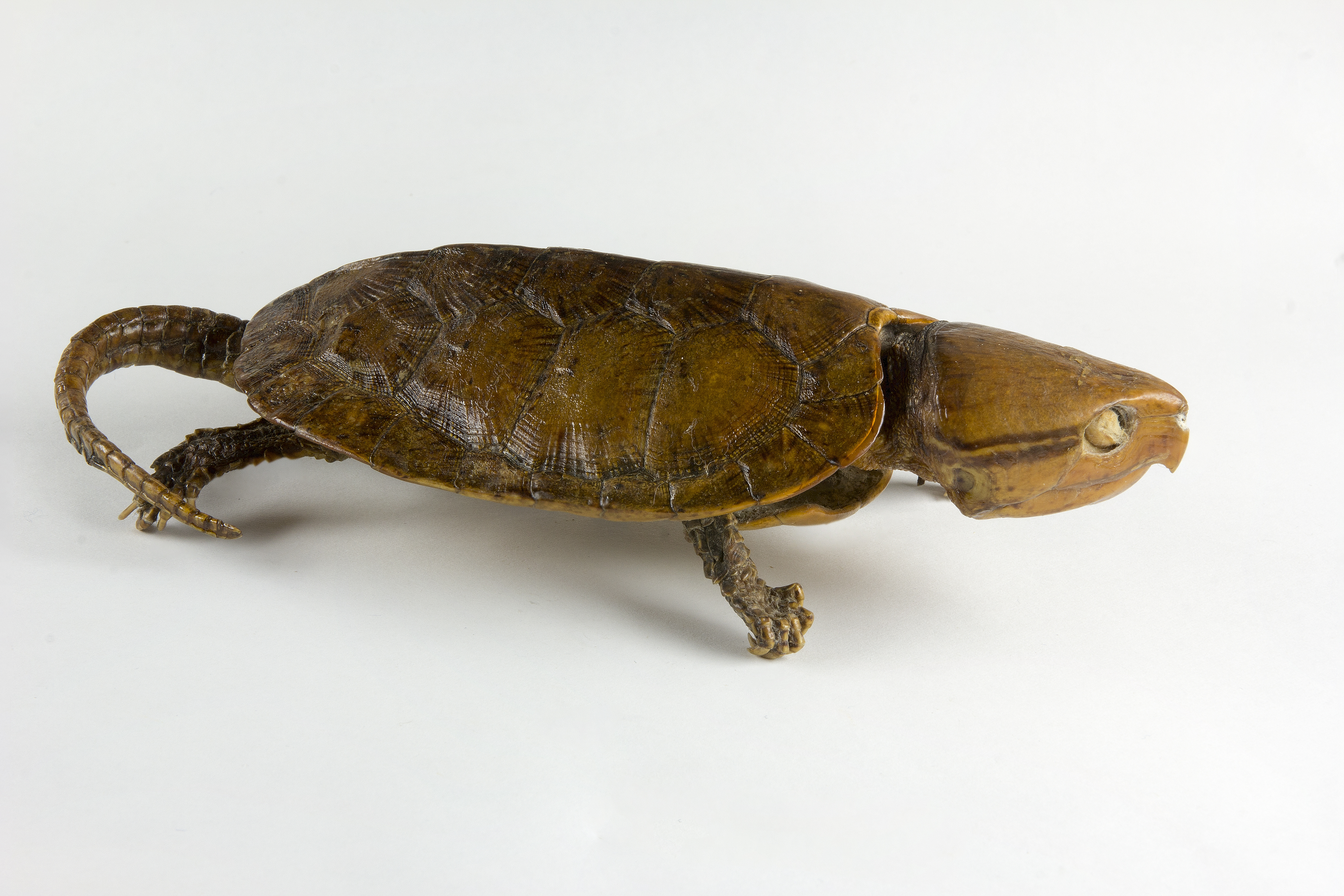
Platysternon megacephalum

A nagyfejű teknős (Platysternon megacephalum) a hüllők (Reptilia) osztályába és a teknősök (Testudines) rendjébe, a nagyfejűteknős-félék (Platysternidae) családjába tartozó egyetlen faj.

## Előfordulása
Kína, Laosz, Mianmar, Thaiföld és Vietnám területén honos. Erdős domb- és hegyvidékek patakjainak és kisebb folyóinak lakója.

## Alfajai
- Platysternon megacephalum megacephalum
- Platysternon megacephalum peguense
- Platysternon megacephalum shiui
- Platysternon megacephalum tristernalis
- Platysternon megacephalum vogeli

## Életmódja
Sekély vízben él, nappal rejtőzködik, alkonyat után jár táplálék után, amely férgekből, csigákból, rákokból áll, de megeszi a kisebb-nagyobb állatokat is. Kitűnő mászóképessége van, a fák törzsére is képes felkapaszkodni.

## Megjelenése
Testhossza 18-20 centiméter nagyságú, testsúlya 1-1,5 kilogramm körüli. Testéhez képest nagy feje, lapos páncélja és hosszú farka van. Állkapcsa ragadozómadár csőrére hasonlít, úszóhártyával nem rendelkezik, ezért gyakorlatilag úszni nem tud, csak a sekély vizeket kedveli.

## Szaporodása
A nőstény júniusban vagy júliusban rakja le 2-6 tojását.